# Minus eins
−1 ist in der Mathematik die additive Inverse der 1, das heißt, wenn es zu 1 addiert wird, erhält man das neutrale Element der Addition 0. Es ist eine negative ganze Zahl, die größer als minus zwei (−2) und kleiner als null ist.
Minus Eins hat einige ähnliche, aber zu der positiven Eins leicht verschiedene Eigenschaften.
−1 steht mit der eulerschen Identität in Beziehung, da  e iπ = −1.
In der Informatik ist −1 ein verbreiteter Initialwert für solche Integer-Variablen, deren Werte typischerweise nicht negativ sind, und zeigt damit an, dass die Variable (noch) keine sinnvolle Information enthält.

## Algebraische Eigenschaften
Eine Zahl mit −1 zu multiplizieren ist äquivalent zum Vorzeichenwechsel. Dies kann gezeigt werden mittels des Distributivgesetzes und des Axioms, dass 1 das neutrale Element der Multiplikation ist: Für eine reelle Zahl x gilt
{\displaystyle x+(-1)\cdot x=1\cdot x+(-1)\cdot x=(1+(-1))\cdot x=0\cdot x=0}
wobei ausgenutzt wird, dass eine reelle Zahl x mal 0 gleich 0 ist, was sich aus Kürzung der folgenden Gleichung ergibt
{\displaystyle 0\cdot x=(0+0)\cdot x=0\cdot x+0\cdot x\,}
In anderen Worten
{\displaystyle x+(-1)\cdot x=0},
damit ist (−1)·x das additive Inverse zu x bzw. −x.

### Quadrieren von −1
Das Quadrat von −1 (das heißt −1 mal −1) ist gleich 1. In der Folge ist ein Produkt von zwei negativen Zahlen positiv.
Um das algebraisch zu beweisen, beginnt man mit der Gleichung
{\displaystyle 0=-1\cdot 0=-1\cdot [1+(-1)]}
Die erste Gleichung folgt aus obigem Ergebnis. Die zweite folgt aus der Definition von −1 als additivem Inversen von 1: Es ist genau die Zahl die 0 ergibt, wenn sie zu 1 addiert wird. Durch Anwendung der Distributivgesetzes sieht man
{\displaystyle 0=-1\cdot [1+(-1)]=-1\cdot 1+(-1)\cdot (-1)=-1+(-1)\cdot (-1)}.
Die zweite Gleichung folgt aus der Tatsache, dass 1 das neutrale Element der Multiplikation ist. Durch Addition von 1 auf beiden Seiten der letzten Gleichung folgt
{\displaystyle (-1)\cdot (-1)=1}.
Die obigen Folgerungen gelten auch in jedem Ring, der die abstrakte Algebra der ganzen und reellen Zahlen verallgemeinert.

### Quadratwurzel von −1
Die komplexe Zahl i erfüllt   i² = −1   und wird damit als Quadratwurzel von −1 betrachtet. Die einzige andere komplexe Zahl x, welche die Gleichung    x² = −1   erfüllt, ist −i. In der Quaternion-Algebra, welche die komplexe Ebene enthält, hat die Gleichung   x² = −1   unendlich viele Lösungen.

## Potenzen von negativen Ganzzahlen
Die Potenz von reellen Zahlen ohne null kann auf negative Exponenten erweitert werden. Es wird definiert x−1 = 1/x; das heißt wird eine Zahl mit −1 potenziert, so erhält man ihren Kehrwert. Wird diese Definition auf negative Ganzzahlen erweitert, bleibt das Exponentialgesetz für reelle Zahlen a, b ungleich 0 erhalten:   xaxb = x(a + b)
Potenzen mit negativen Exponenten können auf die invertierbaren Elemente eines Rings durch die  Definition von x−1 als inverses Element der Multiplikation mit x erweitert werden.

## Binäre Darstellung im Computer
Es gibt auf Computersystemen eine Reihe verschiedener Darstellungen von −1 und negativen ganzen Zahlen im Allgemeinen. Die meistverwendete ist das Zweierkomplement ihrer positiven Form. Minus eins hat im Zweierkomplement die gleiche Darstellung wie die positive Ganzzahl 2n − 1, wobei n die Anzahl der binären Stellen in der Darstellung ist (die Anzahl von Bits im Datentypen). Beispielsweise repräsentiert 111111112 (binär) bzw. FF16 (hex) für n = 8 die Zahl −1 im Zweierkomplement, aber 255 in der Standarddarstellung.